# Chabardzjina
Chabardzjina (Georgisch: ქაბარჯინა) is een berg en een vulkaan in de Grote Kaukasus in Georgië met een hoogte van 3142 meter boven zeeniveau. De berg ligt ongeveer 15 kilometer ten zuiden van de Kazbek, aan de rechterzijde van de Terek en maakt deel uit van het Kazbek Oth.